# Tongjin Kyŏngbo
Tongjin Kyŏngbo (ur. 868, zm. 948; także Tongjin Kwangjong) – koreański mistrz sŏn z jednej z 9 górskich szkół sŏn – tongni.

## Życiorys
Pochodził z rodziny Kim.
Początkowo praktykował u mistrza Tosŭnga (lub Tosŏna) na górze Paekgye a następnie u mistrza sŏn Muyŏma w jego klasztorze na górze Sŏngju i u mistrza sŏn Pŏmila na górze Kul.
W 892 r. udał się do Chin po nauki. Praktykował u mistrza chan szkoły caodong Sushana Kuangrena.
Po otrzymaniu od niego przekazu Dharmy prowadził nauczanie w klasztorze Ongnyŏng na górze Paekgye.

## Linia przekazu Dharmy zen
Pierwsza liczba oznacza liczbę pokoleń mistrzów od 1 Patriarchy indyjskiego Mahakaśjapy.
Druga liczba oznacza liczbę pokoleń od 28/1 Bodhidharmy, 28 Patriarchy Indii i 1 Patriarchy Chin.
Trzecia liczba oznacza początek nowej linii przekazu w danym kraju.
- 36/9 Yaoshan Weiyan (751–834)
  - 37/10 Yunyan Tansheng (780–841)
    - 38/11 Dongshan Liangjie (806–869) szkoła caodong
      - 39/12 Sushan Kuangren (837-909)
        - 40/13/1 Tongjin Kyŏngbo (868–948) szkoła tongni - Korea
          - 41/14/2 Ch'ŏnt'ong (bd)
          - 41/14/2 Hyŏnga (bd)

Ta linia przekazu ukazuje jego chińskie koneksje. Jego linia koreańska linia przekazu Dharmy pokazana jest przy omówieniu szkoły tongni.